# П'ятнадцятий Доктор
П'ятнадцятий Доктор, або П'ятнадцятий (англ. Fifteenth Doctor) – чинне втілення Доктора, головного героя науково-фантастичного телесеріалу BBC «Доктор Хто». Його роль грає руандійсько-шотландський актор Шуті Ґатва. Ґатва стане першим темношкірим актором, першим актором африканського походження, четвертим актором-шотландцем    і першим відкритим квір-актором, який отримав головну роль. Його супутницею у серіалі стане Рубі Сандей у виконанні Міллі Ґібсон.
У серіалі Доктор — тисячолітній прибулець раси Володарі часу із планети Ґаліфрей із дещо невідомим походженням, який подорожує в часі та просторі на своїй ТАРДІС, часто з напарниками. Зазвичай наприкінці життя кожного втілення Доктор регенерує, в результаті зовнішній вигляд і особистість Доктора змінюються. Однак П'ятнадцятий Доктор був результатом не традиційної регенерації, а «двогенерації» (англ. bi-generation), в якому він був створений шляхом відокремлення від тіла свого попередника, Чотирнадцятого Доктора, а не замінив його, що дозволило існувати обом втіленням незалежно один від одного.
Раніше Ґатва був оголошений наступником Джоді Віттакер на головній ролі, і в багатьох повідомленнях говорилося, що він зіграє Чотирнадцятого Доктора і що Тринадцятий Доктор Віттакер переродиться у втілення, зігране Ґатвою . Після останньої появи Віттакер вона натомість відродилася у формі, здавалося б, схожій на Десятого Доктора. Підтверджено, що цей персонаж, якого зіграв Девід Теннант, був Чотирнадцятим Доктором, а пізніше уточнено, що Ґатва зобразить П'ятнадцятого Доктора.
Вперше він з'явився у серії «Гигикання», а перший епізод з ним у головній ролі вийшов 25 грудня 2023 року . Його 14-ий сезон вийде у травні 2024 року.

## Кастинг
До того, як оголосили про кастинг Ґатви, ходили чутки про те, які актори замінять Віттакер, зокрема Г'ю Ґрант, Майкл Шин, Кріс Маршалл, Річард Айоаді, Мікаела Коел, Келлі Макдональд та Ленні Генрі. Повернення Девіса також призвело до припущень, що на роль Чотирнадцятого Доктора він обере актора, з яким вже працював. Високі рейтинги в букмекерських конторах мали Оллі Александер, Лідія Вест, Омарі Дуґлас, Т'Нія Міллер і Фісайо Акінаде/ Ходили також чутки, що повернеться Девід Теннант, який раніше грав Десятого Доктора під час першого періоду роботи Девіса як шоуранера, або що Джо Мартін, яка дебютувала в ролі Доктора-Втікача під час ери Віттакер, буде показано як чотирнадцяте втілення.
8 травня 2022 року Ґатва опублікував в Instagram фотографію з двома емодзі у вигляді червоних сердечок, знаком «плюс» і емодзі в синій коробці . Публікація разом із коментарями майбутнього шоуранера «Доктора Хто» Рассела Т. Девіса  призвела до припущень, що Ґатва був обраний на роль Доктора. Того ж дня це підтвердили офіційним обліковим записом Doctor Who у Twitter.
У статті, опублікованій на вебсайті «Доктора Хто», Ґатва сказав: «Ця роль і шоу так багато значать для багатьох у всьому світі, включаючи мене, і кожен із моїх неймовірно талановитих попередників впорався з цією унікальною відповідальністю та привілеєм з особливою ретельністю. .. Я докладу всіх зусиль, щоб зробити те саме».
Девіс додав: «Шуті засліпив нас, захопив Доктора та заволодів ключем від ТАРДІС за лічені секунди... Обіцяю вам, 2023 рік буде дивовижним!» 
Спочатку передбачалося, що Ґатва зіграє Чотирнадцятого Доктора в травні 2022 року і перехопить цю роль після серії спеціальних епізодів 2022 року у акторки Джоді Віттакер. Під час спеціального випуску «Сила Доктора» стало відомо, що після регенерації Віттакер Доктор переродився на Девіда Теннанта. Підтвердили, що Ґатва зрештою зіграє роль П'ятнадцятого Доктора, а виконавчий продюсер Рассел Т. Девіс заявив: «Шлях до 15-го Доктора Шуті наповнений таємницями, жахами, роботами, ляльками, небезпекою та веселощами!» Ґатва вперше з'явився в ролі персонажа в трейлері спецвипуску до 60-ї річниці, який передував його виходу на головну роль 9 грудня 2023 року.

## Поява
Перед першою появою «П'ятнадцятого Доктора» Ґатва знявся в епізодичній ролі самого себе, в костюмі Доктора, під час редагованого повтору документальної драми «Пригода в просторі та часі» 2013 року, яка вийшла в ефір 23 листопада 2023 року, на шістдесяту річницю «Доктора Хто». У оригінальній версії, готуючись до фільмування своєї сцени регенерації, Вільям Гартнелл (Девід Бредлі) дивиться на консоль ТАРДІС і бачить у видінні Метта Сміта, актора, який зіграв чинного на той момент Одинадцятого Доктора, під час п'ятдесятої річниці серіалу. Для повтору 2023 року сцену відредагували, щоб замінити Сміта на Ґатву.
Ґатва вперше з'являється як П'ятнадцятий Доктор у спеціальному епізоді до 60-річчя «Гигикання», з'являючись у середині сюжету, коли Чотирнадцятий Доктор, здається, регенерує, але натомість «двогенерує», представляючи нового Доктора як окрему фізичну сутність. Два Доктори об'єднуються, щоб перемогти Іграшкаря (англ. Toymaker), а потім використати силу його домену, щоб створити копію ТАРДІС. П'ятнадцятий Доктор ділиться мудрістю зі своїм попередником, перш ніж вирушити назустріч новим пригодам у своїй версії ТАРДІС.

## Сприйняття

### Оголошення
Анґус Робертсон, міністр культури Шотландії, привітав Ґатву з роллю. Актор Оллі Александер, якого вважали одним із фаворитів на роль, написав у Твіттері свою радість з приводу кастингу. Шотландець Сильвестр Мак-Кой, який зіграв Сьомого Доктора, написав у Твіттері про своє задоволення тим, що інший шотландський актор взяв на себе роль Доктора. На Паризькому фестивалі шанувальників у 2022 році Метт Сміт, який зіграв Одинадцятого Доктора, відкрито висловив підтримку тому, що Ґатва взяв на себе цю роль. В інтерв'ю STV News Пітер Капальді, який зіграв Дванадцятого Доктора, заявив, що вірить, що Ґатва буде «дивовижним Доктором». Під час церемонії вручення телевізійних нагород Британської академії 2022 року Ґатва заявив, що Девід Теннант, який зіграв Десятого та Чотирнадцятого Докторів, і Джоді Віттакер, яка зіграла Тринадцятого Доктора, подзвонили йому, щоб висловити свою підтримку .